# WORLD DERBY
『WORLD DERBY』（ワールドダービー）は、セガ（後のセガ・インタラクティブ）より1988年に発売された競馬をモチーフとしたメダルゲームである。

## 概要
それまでの競馬ゲームでは、馬の模型はフィールド上に設けられた溝などに沿った直線方向の移動のみで走路変更不可能なのが当たり前であったが、トラック下に横（斜め前）方向へも移動して走路ライン変更をすることができるキャリアを設け上部の馬と連動し、演出する「フリートラックシステム」を初めて採用した。
筐体中央部にトラックフィールドがあり、それを挟むようにサテライト8席(4+4)、そして電光掲示板（赤色発光ダイオード使用）、そこからトラックに向けて頭上にUFO状の行灯が伸び、レースで大当たりした時にライティングで演出する。ロケーションによっては悪戯防止としてトラックを覆う透明のドームを設置している。
レースは常に6頭・左回りで争われる。馬券は単勝、連複の2タイプがあり、最低倍率は2倍（特別レースを除く）、最高倍率は999倍である。なお、小数点以下のオッズは存在しない。
また、レースナンバーの下一桁が0になった時は特別レースが行われ、20枚ベットすることで、各席に設定されている馬を出走させることができる。1着になった時のみ、払い出しが行われる。
各サテライトには1台ずつディスプレイが付いているが、ROYAL ASCOT IIから主流であるタッチパネル式ではない。馬券は、手元にある単勝6個、連複15個のボタンを押してベットする。特別レースへの出走も、オレンジ色の出走ボタンを押すことで行う。
払い戻しが200枚以上になった場合は、自分の席からオリジナルファンファーレが鳴り響く。賭けた枚数は考慮されず、仮に200枚以上ベットしていた場合でも鳴る。(サテライト内部ホッパー容量等を考慮し、アテンダント扱い枚数設定を各ロケーションで決められ、預かりカウンターでの別途払出対応)
クレジットボタンがあり、的中時の払い戻しメダルについて、クレジットに入れるか、すぐに払い戻すか選ぶことができた。
チキチキマシン猛レースへの改造キットが発売された。しかし、模型の都合上、出走メンバーは枠順も含めて常に同じで、同ゲームと比べてレースのバラエティ性に欠け、更に特別レースもなくなったため、人気は出なかった。
のちに発売されたROYAL ASCOTは、基本的に同ゲームを元に作られている。馬名は全て変更されているが、脚質や短評の内容などはほぼ完全に受け継がれている。
更に、ROYAL ASCOT II STANDARDには、同ゲームに登場した馬が何頭か登場している。

## 通常レース
- 約50頭の馬からランダムに6頭選ばれて番組表が組まれる。レースの組み合わせは、枠順まで考慮すると無限に近かった。
- 出走馬表には、馬名、脚質、過去成績（レースナンバーが999から1に戻るとリセットされる）、過去5走成績、短評、単勝オッズが表示され、出走馬表の下に連勝複式のオッズが表示される。
- 各馬に脚質が設定されているが。これは以前セガが発売した「SUPER　DERBYⅡ」の名残である。「全馬追込み」などの例外を除けば、追込み馬がレース中盤までに先頭に立つことはない。
- 各馬に強さのパラメーターが入っており、オッズはそれを元に決められていた。例えば、本命馬6頭のうちの数頭が同じレースに出てきた場合、単勝も（同じ他馬との組み合わせの）連複も必ず同じオッズになる。ただし、単勝、連複とも最低オッズは2倍で、本命馬1頭、大穴馬5頭という組み合わせになっても、本命馬の単勝は必ず2倍となる。
- 短評は各馬に3種類の短評が割り当てられていた。例えばランドプリンセスなら、「勝利確信」「直線一気だ」「調子崩す」のいずれかが表示される。これが結果抽選確率に影響を与えていたかどうかは不明。
- レースでは、出遅れ、競走中止（レース中極端にスピードが落ち、4コーナー途中くらいで止まってしまう）と言う演出なども存在した。
- レース前に結果を決定しているものと思われ、逃げ馬が後続に捕まりそうになっても、ゴール直前で後続が全て止まって（スピードが落ちるという意味で、完全に止まるわけではない）逃げ馬がもうひと伸びしたり、逆に追い込んでくる馬を待っているかのごとく、先行馬が全て止まってしまうことがあった。しかし、追い込み馬の前が詰まって抜けられなかったり（基本的には他の馬が道を空けるようになっているが、稀に本当に行き場がなくなる場合がある）、最後のひと伸びが遅かった場合などは、実際に起こったとおりの着順で確定してしまうが、その場合次に同じ馬が出てきた時、出走馬表の前走成績が実際と異なっている場合があった。
- 各ロケーションのメンテナンス度合いによっては馬の模型が倒れたり、コースアウトして逆方向を向いたりすることが稀にあった。この場合はレース不成立となり、ベットが全て返還される。当然、店員を呼ばないと復旧しない（アテンダント払い出し優先、キャリア復旧の際、フィールドをリフトアップ後、正規の方向に戻す等）。
- 差し馬、追込み馬については、3コーナー手前から直線入口の動きを見ていれば、連対するかどうか判別できることがある（連対する場合は、異様に動きが良くなり、一気に前と差を詰める）。特に、一発組、大穴組については判別しやすい。

## 出走馬
このゲームに登場する馬の馬名は、実在する馬から取っている場合が多い。出走馬の一部については次のとおり。
本命馬…次の6頭は、出走すると必ず1番人気になる（2頭以上出走の場合は、同じオッズになる）。
- ショウワシンザン（先行）
- シンサクラ（追込）…追込の中でも出足が極端に遅い追込み馬。
- ハイスピード（逃げ）…逃げ馬の中でも出足が極端に速い逃げ馬。
- ウインバトル（差し）
- トキノヒロイン（先行）
- ランドプリンセス（追込）

第2群…本命馬の次に人気になる馬。本命馬がいなければ、1番人気になる。
- ハローペガサス（逃げ）
- ダンシングメリー（差し）

第3群…本命馬、第2群の次に人気になる馬。
- トップレビン（先行）
- パックタイム（追込）

以下、逃げと差し、先行と追込みという2頭ずつの組み合わせで分けられており、第20群まで存在する。ただし、以下で述べる一発組、大穴組は5頭ずつの組み合わせである。
一発組…短評に「一発有り注意」と出ることがある馬。大穴組の次に人気がなく、連対すれば高配当が期待できる。
- テンカウント（逃げ）
- ドンキーホース（先行）
- リクノカチウマ（先行）…同じ先行馬のドンキーホースよりは後ろからレースをする。
- イマコマチ（差し）
- カマタテイオー（追込）

大穴組…短評に「大穴狙い」と出ることがある馬。最も人気がなく、オッズは一発組のほぼ倍になる。連対すれば100倍以上の大穴が期待できる。
- カミサマキング（逃げ）
- ヒカルイマイチ（先行）
- コーネルサンダー（差し）
- カルテットボーイ（追込）…同じ追込み馬ノアノハコスカよりは前でレースをする。
- ノアノハコスカ（追込）

その他、特徴的な馬
- ナンノヨウコウ（先行）
- キタノホマレ（追込）…セガの競馬ゲーム『GRAND　DERBY』に登場していた唯一の馬。
- ナキノリュウ（追込）
- コタロー（逃げ）…ハイスピード並の速さで逃げるが、後続に捕まり失速してしまうのが常。人気は一発組よりマシというレベル。
- ホクトジョージ（差し）…WORLD DERBYが発売された1988年当時、唯一現役で競走馬登録があった[3]（ホクトジョージは1987年NHK杯2着、日本ダービーにも出走、1989年引退）。

## 特別レース
レースナンバーの下一桁が0になると、特別レースが行われる。
特別レースでは、プレイヤーが馬を出走させることができる。出走させることができる馬は、サテライトごとに決まっていて、席を移動しない限り、別の馬を出走させることはできない。
出走はメダル20枚必要。出走がない場合は、本命馬が代わりに出走する。自分の出走馬が1着になった時だけ、配当が払い戻される。
出走の有無にかかわらず、馬券のベットは可能。1番枠に入る馬は単勝が1倍（元返し）になる。
プレイヤーが出走させることができる馬は以下の8頭である。馬には父馬、母馬が設定されているケースもありその父母は「SUPER　DERBYⅡ」に出走している馬である。またサテライトの馬は特別レース出走時などにプロフィールを確認できる。
イズミスティ、フジノオウジャ（逃げ）
プラチナレディ、ブルーグラス（先行）
ハクオウショウ、リトルアグネス（差し）
アズマシンボリ、ダイサンプレス（追込み）
1番枠に入る馬は最初から決まっており、この馬の強さやお店の設定によって、得られるメダルが変わってくる。1番枠に入る馬は次の通り。
- カットビシンゲキ（差し）…限りなく追込みに近い差し馬。3コーナー付近で一気に差を詰め、直線では豪快に差しきる。ただ、追込み馬だけに前が詰まるケースも…。レースナンバーの10の位が1,3,6,8の時に登場。出走馬が優勝したときの払い戻しは500枚（一般的な設定の場合。以下同じ）。
- ダッシュハーレー（先行）…序盤は好位置につけ、直線は楽々と抜け出してくる。他の先行馬が同馬に並びかけるようなレースになれば、他馬にもチャンスが…。レースナンバーの10の位が2,4,7,9の時に登場。出走馬が優勝したときの払い戻しは1000枚。
- マッハワン（逃げ）…ハイスピードすら前に出られないスピードを持って、直線も脚が止まることは決してない、同ゲームの最強馬。この馬が負けるケースはなかなかお目に掛かれない。レースナンバーの10の位が5,0の時に登場。出走馬が優勝したときの払い戻しは3000枚。

これ以外の馬については、本命馬の中から決まった馬が出走する。全く出走がなかった場合は、2番枠からショウワシンザン、シンサクラ、ハイスピード、ウインバトル、トキノヒロインとなる。出走があった場合は、2番枠から登録順に埋まっていく。